# Fazilka (distrikt)
Fazilka är ett distrikt i Indien.   Det ligger i delstaten Punjab, i den nordvästra delen av landet, 400 km nordväst om huvudstaden New Delhi. Antalet invånare är 67 424. Fazilka gränsar till Ferozepur.
Följande samhällen finns i Fazilka:
- Fāzilka